# Merganetta armata
El pato torrentero, pato de los torrentes o pato cortacorrientes (Merganetta armata) es una especie de ave anseriforme de la familia Anatidae que vive en la cordillera de los Andes. Habita ríos fríos y cristalinos de corrientes rápidas en las montañas de América del Sur. Su distribución geográfica va desde Venezuela hasta Tierra del Fuego, Argentina. Habita entre altitudes que van desde los 1500 a 4500 metros, aunque se le documenta desde el nivel del mar, y siempre en aguas frías. La longitud total es de 38 a 46 cm.

## Historia natural
Anidan individualmente en parejas a orillas de los ríos. Cada pareja mantiene un territorio de aproximadamente dos kilómetros a lo largo del río. Pone de tres a cuatro huevos. La incubación dura de 43 a 44 días y es efectuada por la hembra, el macho permanece con ella durante la incubación. Se alimenta de peces y crustáceos que obtiene buceando.

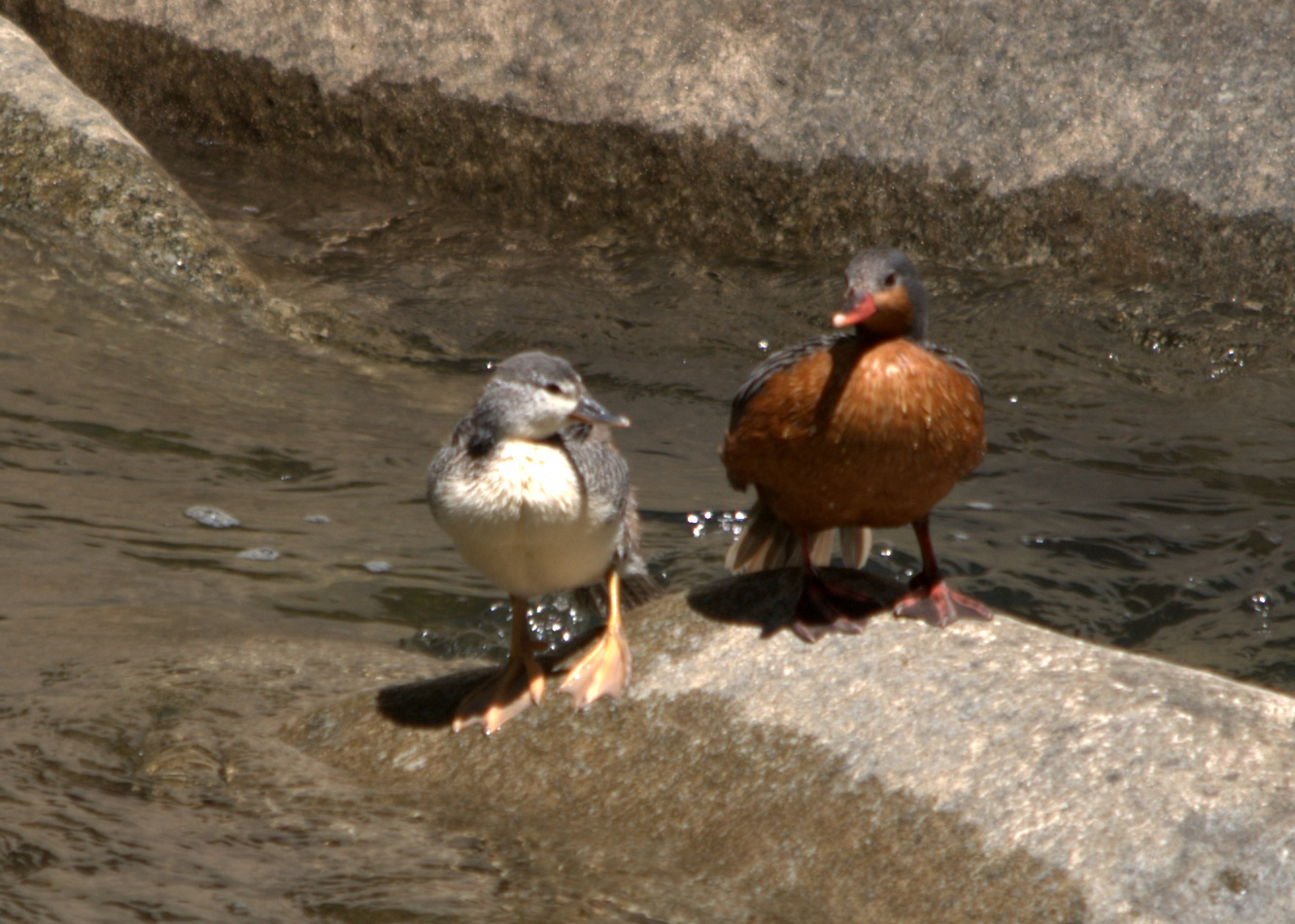
Juvenil (Izquierda) y hembra de pato de las torrentes peruano en el   Rio Urubamba, Perú
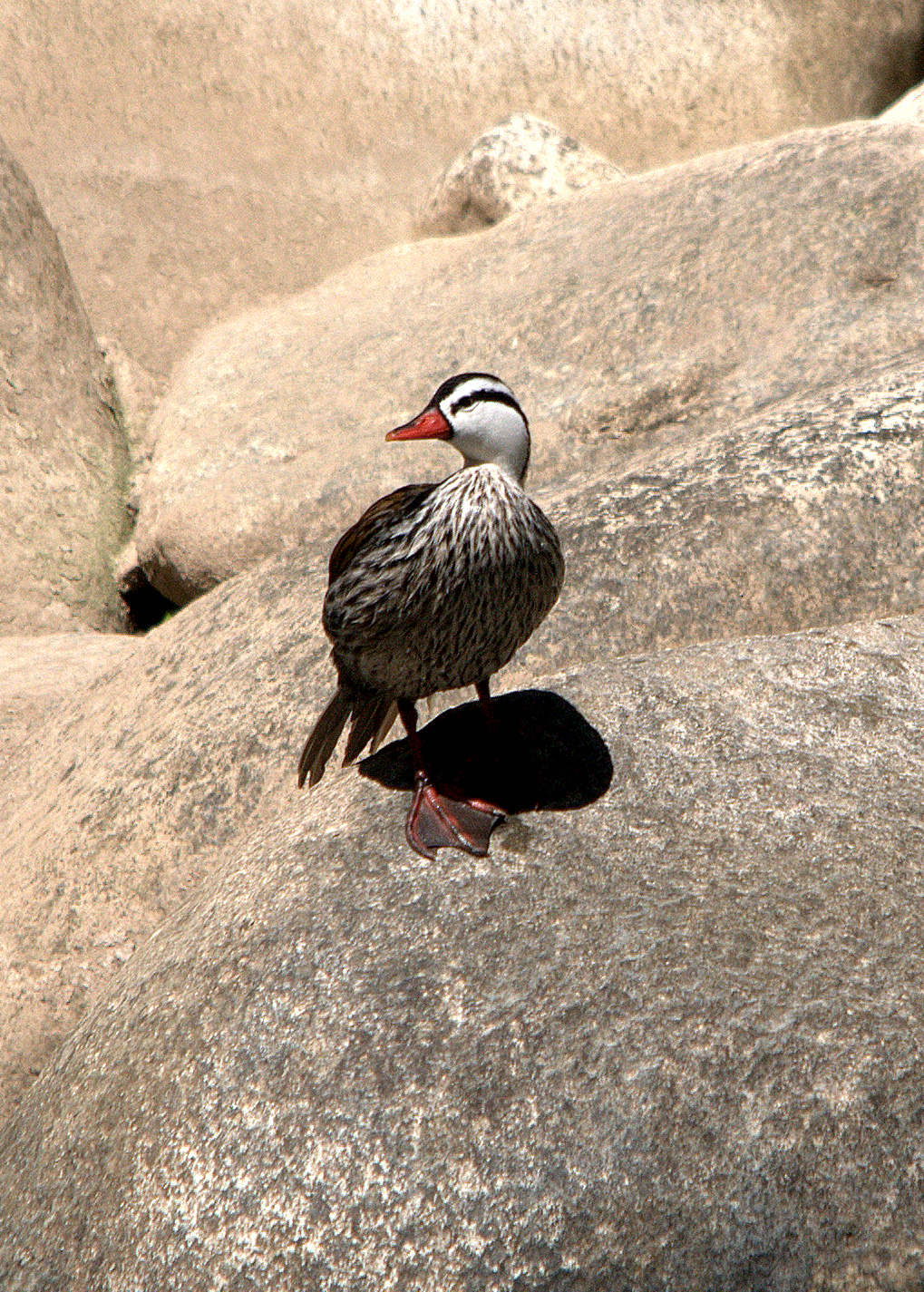
Pato de las torrentes macho  Rio Urubamba, Perú

## Subespecies
La taxonomía subespecífica no está clara. Los machos de la subespecie del sur de pato cortacorrientes chileno (M. a. armata), tienen la parte superior gris y la inferior negruzca, con el vientre castaño. Los machos de la subespecie norteña son ligeramente más pequeño, el pato de torrente colombiano (M. a. colombiana), es más pálido en la parte superior, y la inferior es gris-castaño barreada. Los machos de la tercera subespecie, el pato torrentero peruano (M. a. leucogenis) es un intermedio siendo muy constante en el plumaje; algunos tienen la parte inferior completamente negro (M. a. turneri). Sólo los machos del pato de torrente chileno tienen una marca negra bajo el ojo. El pato de torrente peruano a veces es dividido en 4 subespecie (M. a. leucogenis, M. a. turneri, M. a. garleppi y M. a berlepschi), pero éstas probablemente son variaciones absolutamente de color, en virtud que ellos no se limita a áreas de distribución diferentes. Es factible que las glaciaciones del Pleistoceno, fueran las que dividieron las poblaciones de esta especie cordillerana, no alcanzándose a diferenciarse específicamente, y se trate de una mega especie con subespecies que se hibridaron después.